# بیمکس
بیمکس (انگلیسی: Bimeks) شرکت خرده‌فروشی ترک است، که در سال ۱۹۹۰ تأسیس شد.